# Flughafentransfer

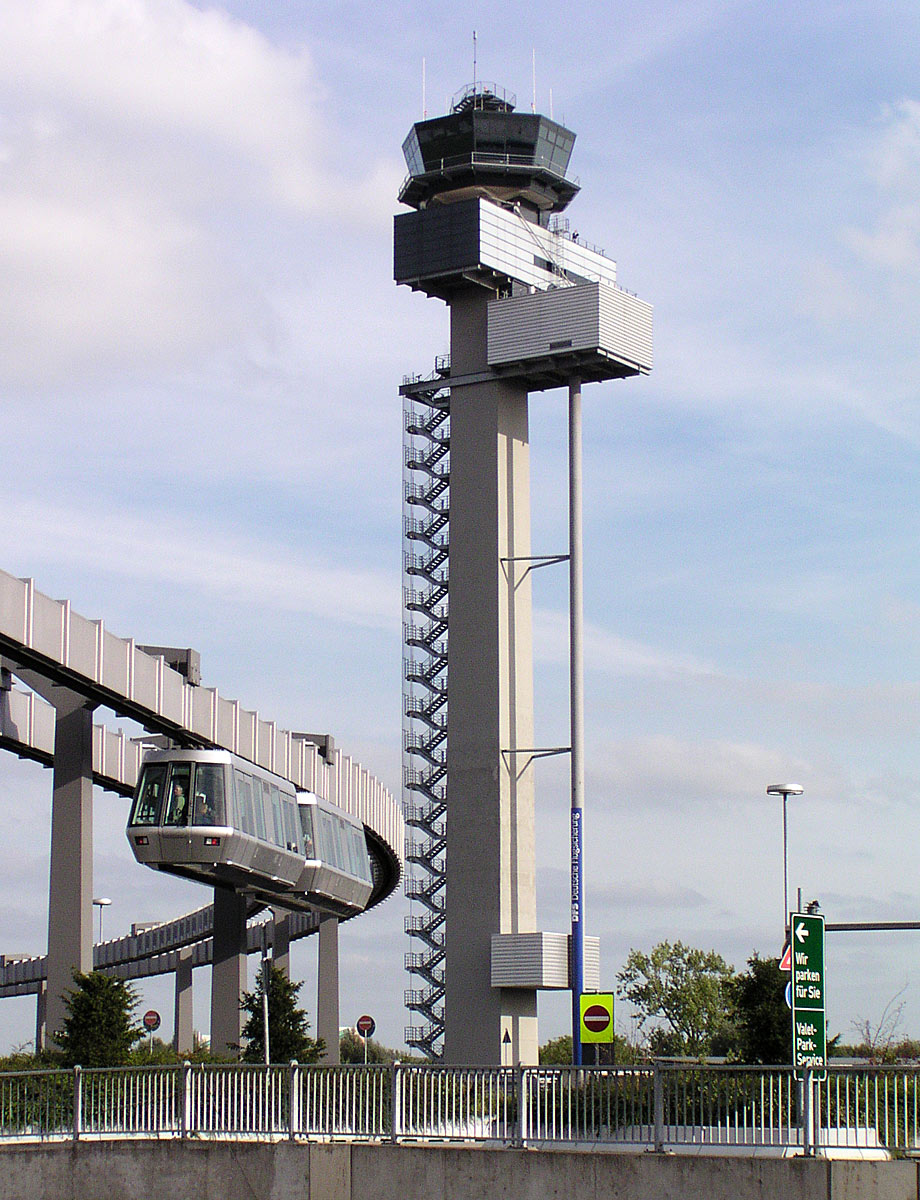
SkyTrain am Düsseldorfer Flughafen

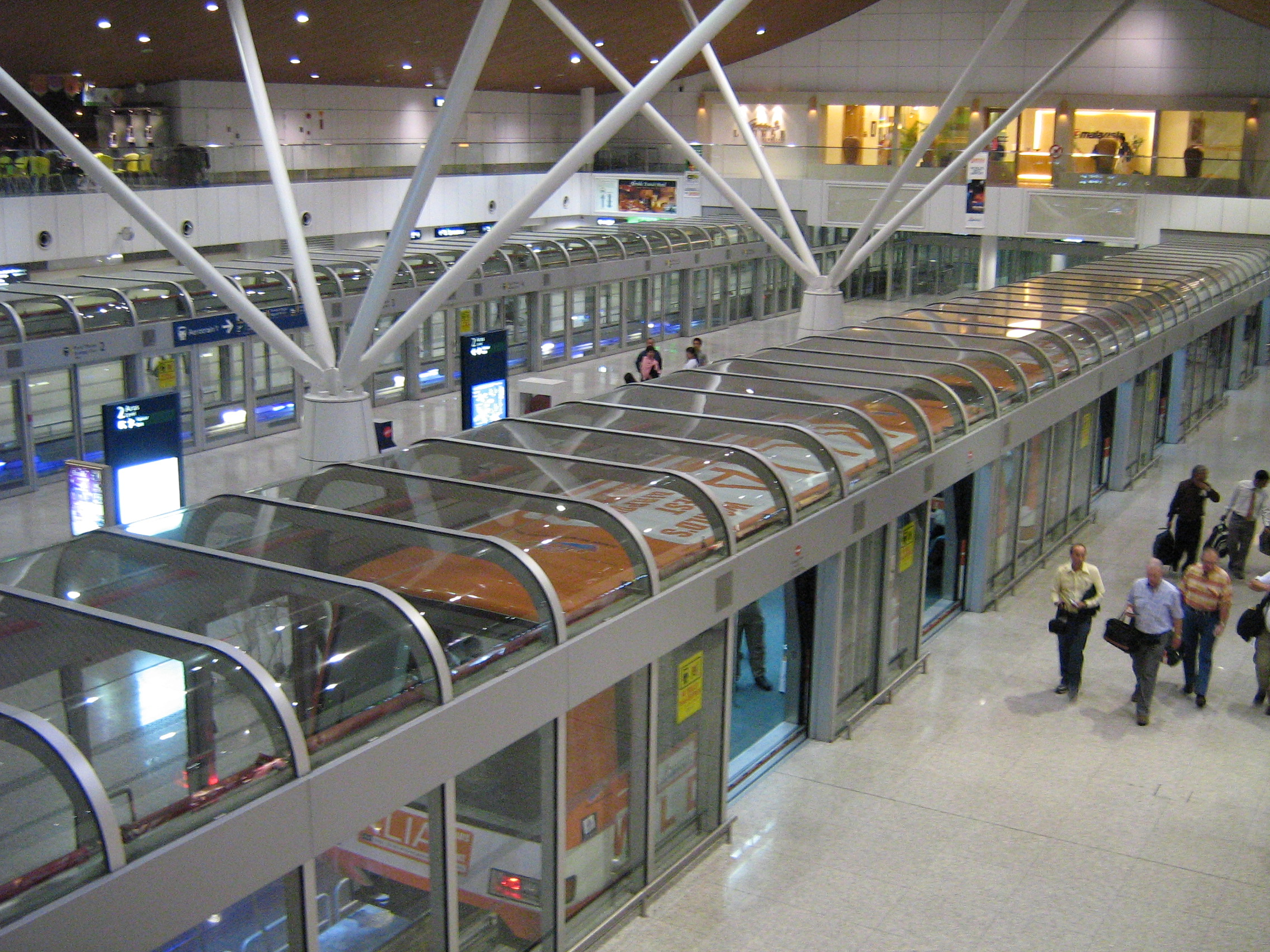
AeroTrain (People Mover) am Flughafen Kuala Lumpur

Ein Flughafentransfer ist ein Zubringer-Service mit Shuttlebussen, Kraftfahrzeugen oder Nahverkehrszügen von und zum Flughafen. Auch kann damit ein Transport auf dem Flughafen gemeint sein.
Diese Transporter sind oft mit größeren Gepäckfächern ausgestattet.

## Auf dem Flughafengelände
Zubringerbus:

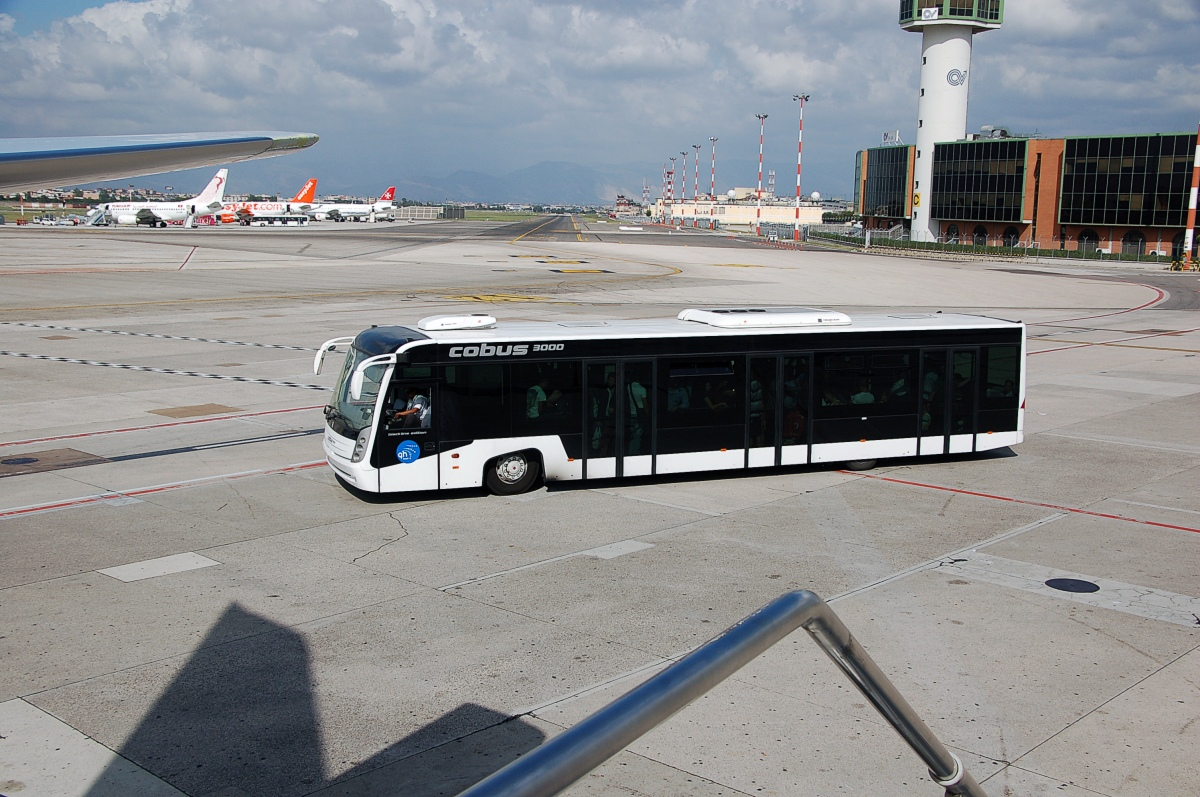
Ein "Airside-Transfer" Bus in Napoli

Ein Zubringerbus (Airside Transfer) ist ein Shuttlebus vom Terminal zur Parkposition eines Flugzeuges abseits einer Fluggastbrücke. Eine Variante davon stellten die Mobile Lounges dar, busähnliche Fahrzeuge mit je einem Führerstand an beiden Enden, die direkt an das Terminal bzw. das Flugzeug andockten.
Parkplatzzubringer:
Oft werden Omnibusse oder Kleintransporter als Parkplatzzubringer eingesetzt, um Flugpassagiere zu den weiter entfernten Parkplätzen oder Autovermietungen zu bringen.
Terminal Transfer:
Ein Terminal Transfer Verbindung zwischen den verschiedenen Terminals eines Flughafens. Hier werden immer öfter automatisierte Transporte eingesetzt. Dafür hat sich auch im Deutschen der Begriff Peoplemover durchgesetzt. Oft wird hierfür auch eine automatische Großkabinen-Hängebahn verwendet wie z. B. der SkyTrain am Düsseldorfer Flughafen.

## Verkehrsanschluss des Flughafens an die Umgebung

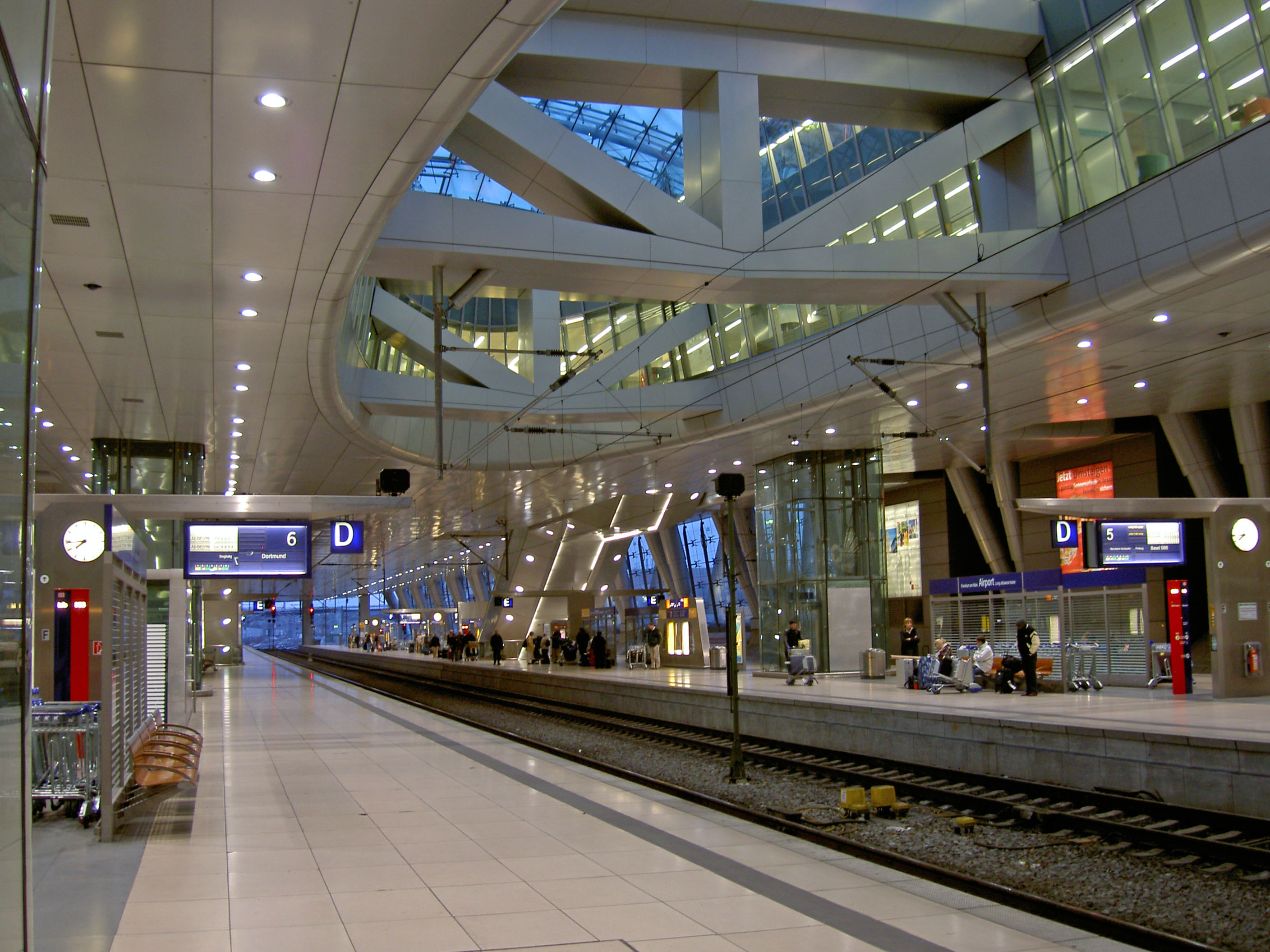
Bahnsteig am Frankfurt Flughafen Fernbahnhof

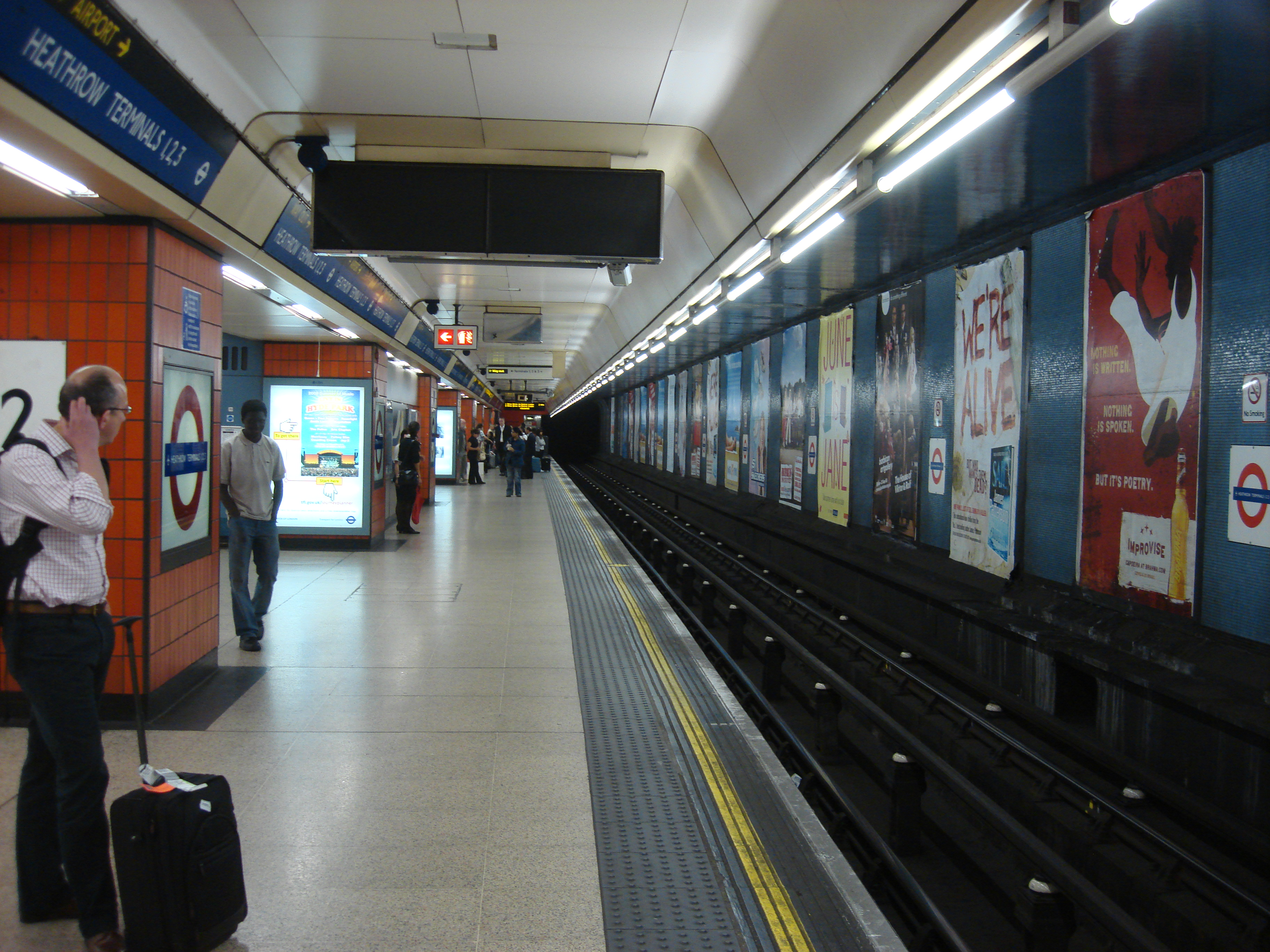
Bahnsteig am U-Bahnhof Heathrow Terminals 2 & 3 am Flughafen London Heathrow

Zahlreiche Drittanbieter haben sich auf den Transport von und zum Flughafen spezialisiert. Dies sind oft lokale Verkehrsbetriebe, die Busse oder Nahverkehrszüge im Linienverkehr einsetzen, um Fahrten zu bündeln und Individualverkehr zu vermeiden. Oft gehen eingerichtete Flughafentransfere mit eingeschränkten Parkmöglichkeiten am Ziel einher.

### Bahntransfer
Auf vielen Flughäfen gibt es Expresszüge, die den Flughafen mit dem Stadtzentrum verbinden. Als Beispiel sei hier in Wien der City Airport Train genannt, aber auf den meisten internationalen Flughäfen finden sich ähnliche Services, wie der Lufthansa Airport Express in Deutschland.
Viele große internationale Flughäfen haben einen eigenen Fernbahnhof. Von ihnen bestehen Verbindungen ins ganze Land oder auch in Nachbarländer.

### Bustransfer
Auf jedem größeren Flughafen gibt es Busverbindungen zu wichtigen Punkten in der Nähe des Flughafens wie etwa Messen, U-Bahn-Stationen oder Fernbahnhöfen.
Ebenso gibt es Reisebusbetriebe, welche entlegene Gebiete mit dem nächsten Flughafen verbinden. Als Beispiel sei die Firma Bohr benannt, welche einen Shuttle vom Hauptbahnhof Frankfurt am Main zum Flughafen Frankfurt-Hahn über Wiesbaden und Darmstadt im Linienverkehr anbietet. Diese können jedoch nur mit gültigen Flugtickets genutzt werden.
Viele große Airlines bieten eigene Bustransfers (meistens in eigener Lackierung) an. Diese sind im Flugpreis enthalten.
Aber auch bei Reisezielen findet Flughafentransfer zu den gebuchten Hotels oder Appartements als Bestandteil des Reisevertrages kostenlos statt, sowohl bei der Anreise, als auch am Tag des Rückfluges.

### Öffentlicher Personennahverkehr
Zu Flughäfen bestehen Verbindungen im Linienverkehr durch Busse, U-Bahnen, Straßenbahnen, Stadtbahnen etc. und besonders in Deutschland durch S-Bahnen. Diese verbinden den Flughafen meistens mit der Innenstadt beziehungsweise anderen Stadtteilen und Vororten.

#### Taxi

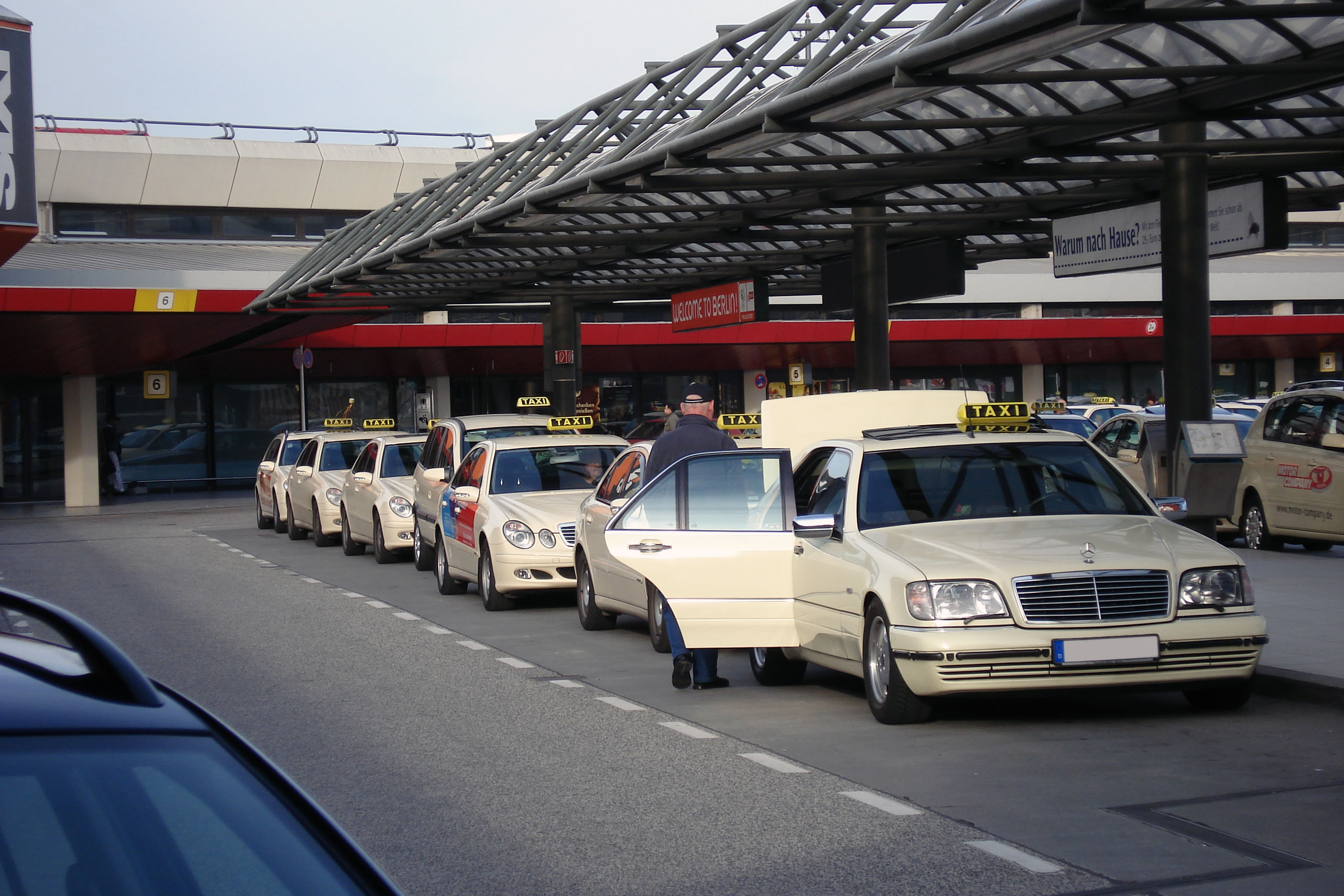
Taxistand am Flughafen Berlin-Tegel

Als Bestandteil des ÖPNV haben auch Taxen eine Rolle im Flughafentransfer. Jeder Flughafen stellt hierfür einen oder mehrere Taxistände bereit. Viele Taxi-Unternehmen nahe gelegener Gemeinden oder Städte haben sich auf diesen Bereich spezialisiert und bieten ihren Service bei Zubringung und zeitlich verabredeter Abholung oft zu einem Festpreis an.

### Limousinenservice
Als Limousinenservice versteht man Funkmietwagen (auch als Minicar bekannt), wobei sich  einige Anbieter, ähnlich einiger Taxiunternehmen, auf den Transport von und zum Flughafen spezialisiert haben.
Einige Hotels bieten ebenfalls einen eigenen Flughafentransfer an.
Als Verkehrsmittel kommen dabei meist Kleinbusse zum Einsatz. Wenn diese regelmäßig verkehren, können unter Umständen die Haltestellen des öffentlichen Personennahverkehrs mitbenutzt werden, ansonsten werden die Haltezonen des Individualverkehrs genutzt.

### Bootstranfers
Von verschiedenen Flughäfen gelangt man wahlweise oder sogar ausschließlich per Boot in die nächste größere Siedlung. Ein bekanntes Beispiel ist Venedig. Die Bewohner der Robinson-Crusoe-Insel im Pazifik vor Chile landen zwar auf derselben Insel, müssen jedoch mangels Straßen mit Booten in die einzige Siedlung fahren.